# 9 Pułk Huzarów (austro-węgierski)

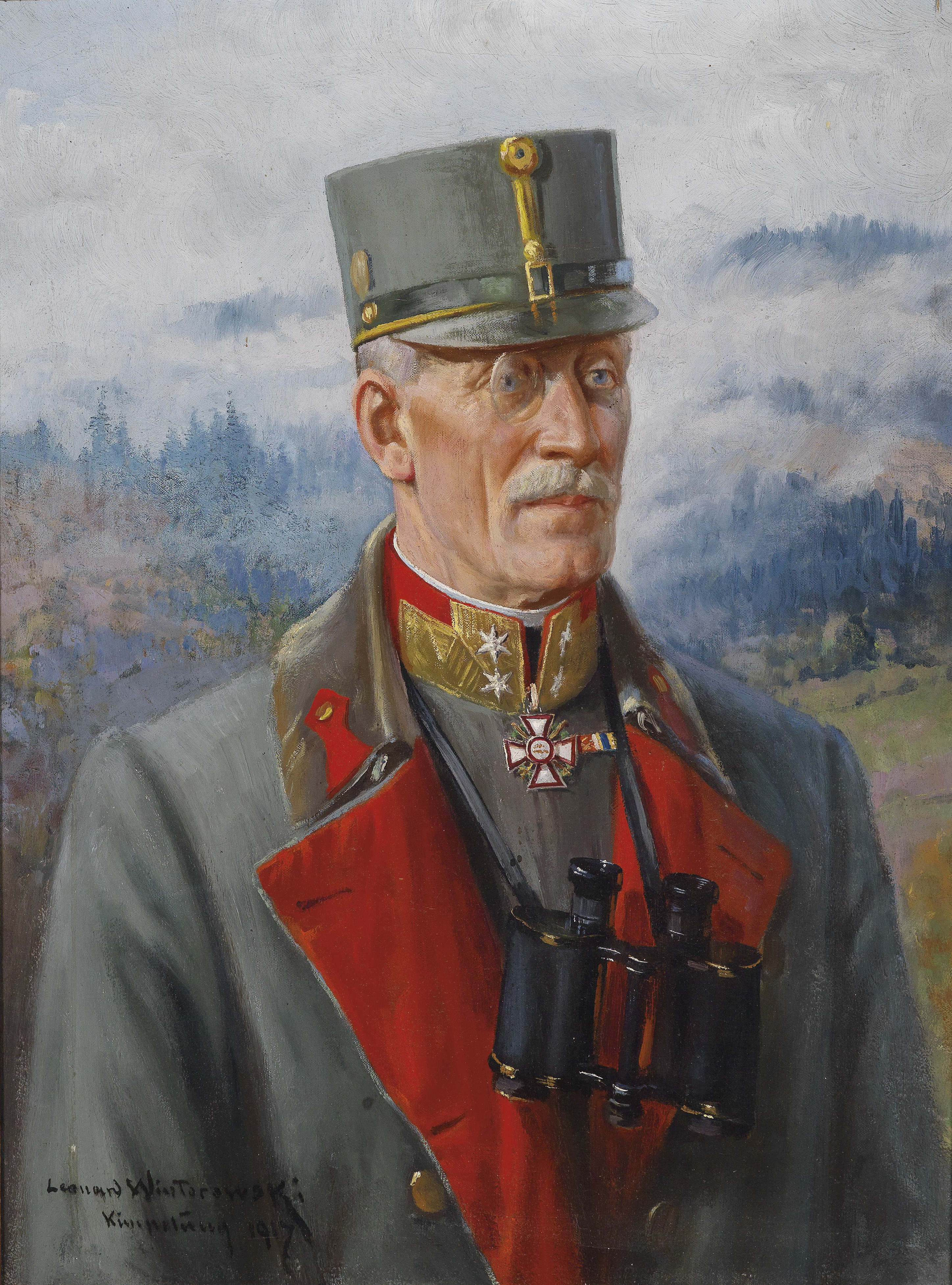
Komendant pułku Johann Herbert von Herberstein

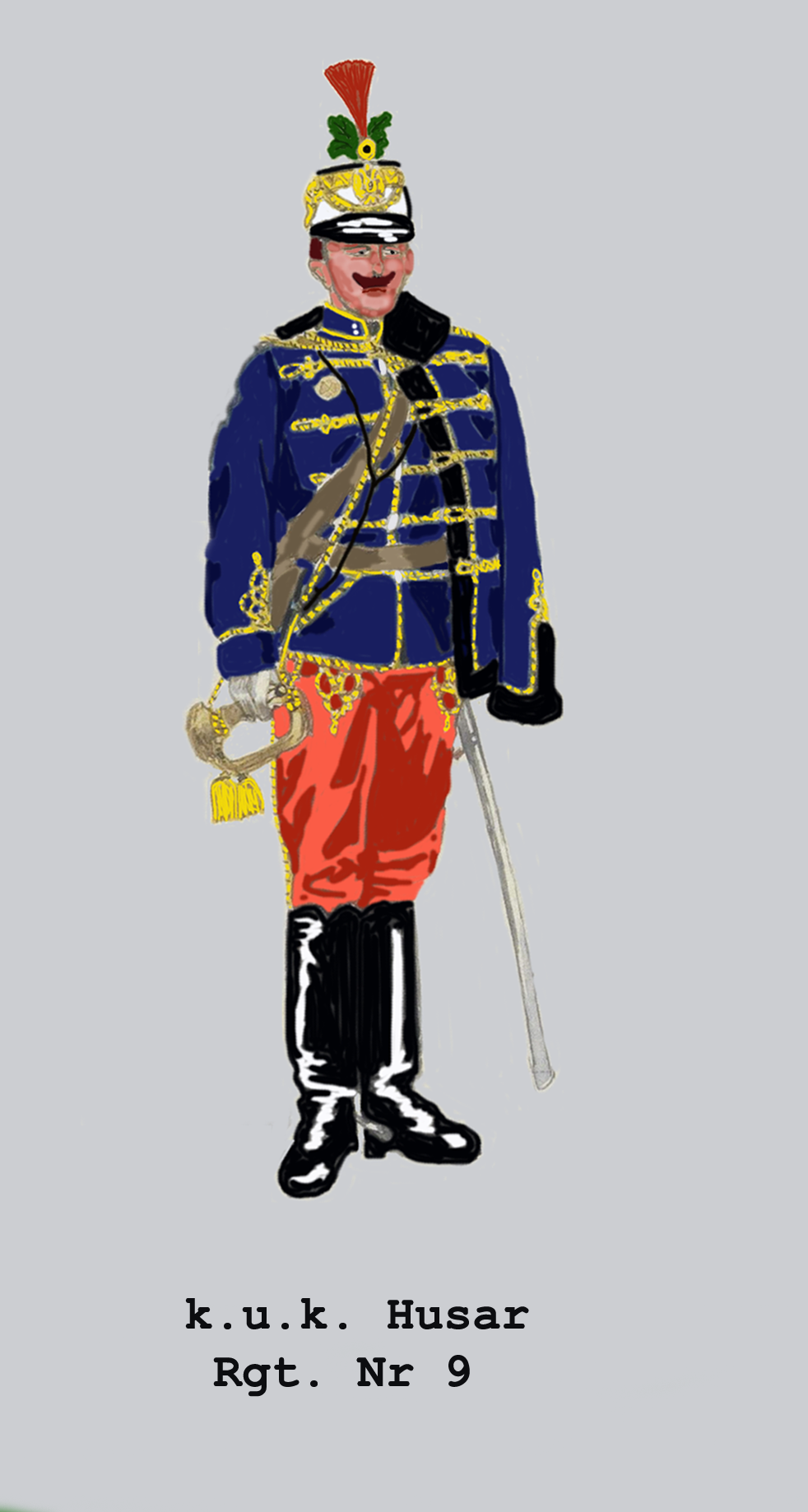
Trębacz szwadronu HR. 9

Pułk Huzarów Grafa Nádasdy Nr 9 HR. 9 (niem. Husarenregiment Graf Nádasdy Nr 9) – pułk kawalerii cesarskiej i królewskiej Armii.

## Historia pułku
Pułk został sformowany w 1688 roku.
Od 1888 roku pułk nosił imię marszałka polnego Franza Leopolda Nádasdy auf Fogaras.
W 1867 roku pułk stacjonował w Wiedniu i wchodził w skład 3 Brygady należącej do 1 Dywizji.
W 1896 komenda pułku razem z 2. dywizjonem i kadrą zapasową stacjonowała w Sopron (niem. Ödenburg), natomiast 1. dywizjon załogował w Győr (niem. Raab). Pułk wchodził w skład 16 Brygady Kawalerii w Bratysławie (niem. Pressburg) na terytorium 5 Korpusu.
W 1914 roku komenda pułku razem z 2. dywizjonem stacjonowała w Mitrowicy (niem. Mitrowitz), 1. dywizjon w Ruma, natomiast kadra zapasowa w Sopron. Pułk wchodził w skład 8 Brygady Kawalerii. 2. szwadron pułku był detaszowany w Bijeljinie i wchodził w skład 11 Brygady Górskiej.
Żołnierze nosili attylę ciemnoniebieską, a guzy do pętlic („oliwki”) były srebrne; czako – białe.

## Organizacja pokojowa pułku
- Komenda
- pluton pionierów
- patrol telegraficzny
- Kadra Zapasowa
- 1. dywizjon
- 2. dywizjon

W skład każdego dywizjonu wchodziły trzy szwadrony liczące 117 dragonów. Stan etatowy pułku liczył 37 oficerów oraz 874 podoficerów i żołnierzy.

## Szefowie pułku
Kolejnymi właścicielami i szefami pułku byli:
- generał major Adam Czobor (od 1688),
- marszałek polny Franz Leopold Nádasdy auf Fogaras (1741 – †22 III 1783),
- generał kawalerii Johann Nepomuk Erdödy von Monyorokerék u. Monoszló (1783 – 23 III 1806),
- generał kawalerii Johann Maria Philipp Frimont von Palota Fürst von Antrodoco (1806 – †26 XII 1831),
- FML Georg von Wieland (1832 – 1833),
- cesarz Imperium Rosyjskiego Mikołaj I Romanow (1833 – 1848)
- generał kawalerii książę Franz de Paula Joachim Joseph Fürst von Liechtenstein (1849 – †31 III 1887),
- FML Lamoral Friedrich Wilhelm Maximilian Vincenz Georg von Thurn und Taxis (1887 – †9 XII 1903)[6].

Drugim szefem pułku był FML Georg von Wieland (1833 – †25 IV 1849)

## Żołnierze
Komendanci pułku
- płk Nikolaus Pejácsevich von Veröcze (1867)
- płk Franciszek Ferdynand Habsburg (1890 – 1892)
- płk Albert Lónyay de Nagy-Lónya et Vásáros -Namény (1896[1])
- płk Anton von Pallavinci ( – 1910 → podporucznik Gwardii [generał major] w królewsko-węgierskiej Gwardii Przybocznej)
- płk Johann Herbert von Herberstein (1910 – 1913 → członek dworu [niem. Obersthofmeister] arcyksięcia Fryderyka)
- ppłk Alexander Haas (1914[6])

Oficerowie
- rtm. Wolf Bardach Edler von Chlumberg
- rtm. Fryderyk von Schaumburg-Lippe